# Scaptomyza pallida
Scaptomyza pallida är en tvåvingeart som först beskrevs av Zetterstedt 1847.  Scaptomyza pallida ingår i släktet Scaptomyza och familjen daggflugor. Arten är reproducerande i Sverige. Inga underarter finns listade i Catalogue of Life.

## Bildgalleri

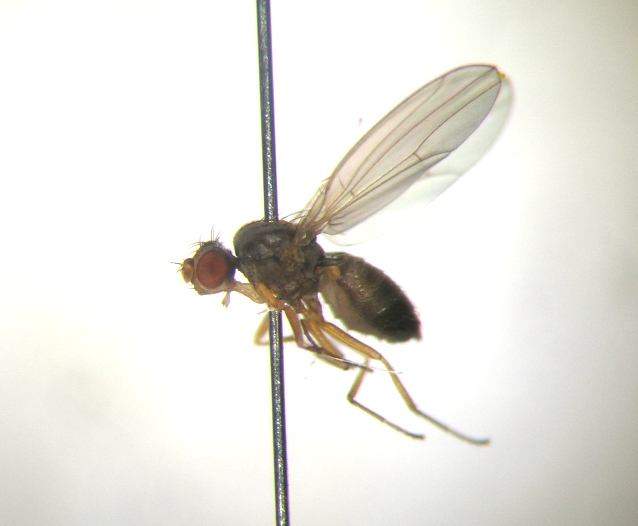
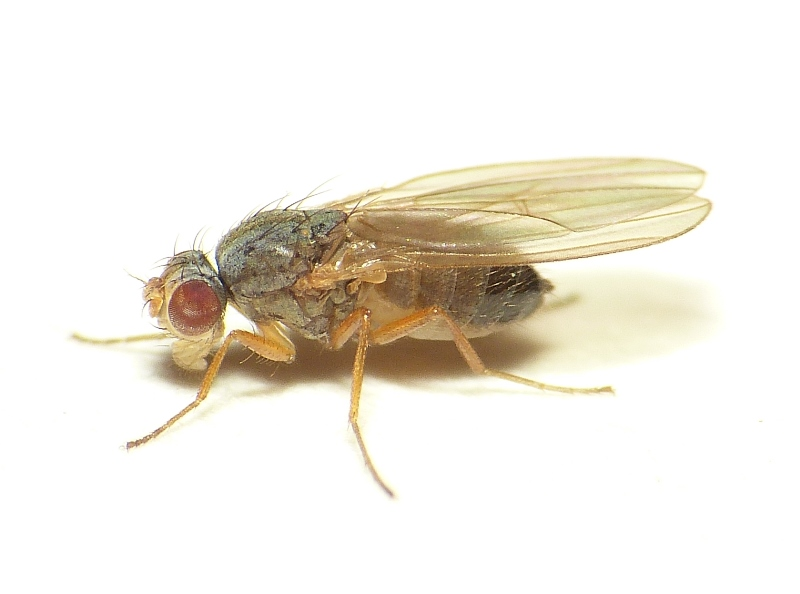